# Tes-Stufe
| Prähistorische Kulturen Russlands |                         |
| Mittelsteinzeit                   |                         |
| Kunda-Kultur                      | 7400–6000 v. Chr.       |
| Jungsteinzeit                     |                         |
| Bug-Dnister-Kultur                | 6500–5000 v. Chr.       |
| Dnjepr-Donez-Kultur               | 5500–4000 v. Chr.       |
| Sredny-Stog-Kultur                | 4500–3500 v. Chr.       |
| Jekaterininka-Kultur              | 4300–3700 v. Chr.       |
| Kammkeramische Kultur             | 4200–2000 v. Chr.       |
| Fatjanowo-Kultur                  | um 2500 v. Chr.         |
| Kupfersteinzeit                   |                         |
| Nordkaspische Kultur              |                         |
| Kurgankultur                      | 5000–3000 v. Chr.       |
| Samara-Kultur                     | um 5000 v. Chr.         |
| Chwalynsk-Kultur                  | 5000–4500 v. Chr.       |
| Botai-Kultur                      | 3700–3100 v. Chr.       |
| Jamnaja-Kultur                    | 3600–2300 v. Chr.       |
| Afanassjewo-Kultur                | 3500–2500 v. Chr.       |
| Ussatowe-Kultur                   | 3300–3200 v. Chr.       |
| Glaskowo-Kultur                   | 3200–2400 v. Chr.       |
| Bronzezeit                        |                         |
| Poltavka-Kultur                   | 2700–2100 v. Chr.       |
| Potapovka-Kultur                  | 2500–2000 v. Chr.       |
| Katakombengrab-Kultur             | 2500–2000 v. Chr.       |
| Abaschewo-Kultur                  | 2500–1800 v. Chr.       |
| Sintaschta-Kultur                 | 2100–1800 v. Chr.       |
| Okunew-Kultur                     | um 2000 v. Chr.         |
| Samus-Kultur                      | um 2000 v. Chr.         |
| Andronowo-Kultur                  | 2000–1200 v. Chr.       |
| Susgun-Kultur                     | um 1700 v. Chr.         |
| Srubna-Kultur                     | 1600–1200 v. Chr.       |
| Kolchis-Kultur                    | 1700–600 v. Chr.        |
| Begasy-Dandybai-Kultur            | um 1300 v. Chr.         |
| Karassuk-Kultur                   | um 1200 v. Chr.         |
| Ust-Mil-Kultur                    | um 1200–500 v. Chr.     |
| Koban-Kultur                      | 1200–400 v. Chr.        |
| Irmen-Kultur                      | 1200–400 v. Chr.        |
| Spätirmen-Kultur                  | um 1000 v. Chr.         |
| Plattengrabkultur                 | um 1300–300 v. Chr.     |
| Aldy-Bel-Kultur                   | 900–700 v. Chr.         |
| Eisenzeit                         |                         |
| Baitowo-Kultur                    |                         |
| Tagar-Kultur                      | 900–300 v. Chr.         |
| Nosilowo-Gruppe                   | 900–600 v. Chr.         |
| Ananino-Kultur                    | 800–300 v. Chr.         |
| Tasmola-Kultur                    | 700–300 v. Chr.         |
| Gorochowo-Kultur                  | 600–200 v. Chr.         |
| Sagly-Baschi-Kultur               | 500–300 v. Chr.         |
| Jessik-Beschsatyr-Kultur          | 500–300 v. Chr.         |
| Pasyryk-Stufe                     | 500–300 v. Chr.         |
| Sargat-Kultur                     | 500 v. Chr.–400 n. Chr. |
| Kulaika-Kultur                    | 400 v. Chr.–400 n. Chr. |
| Tes-Stufe                         | 300 v. Chr.–100 n. Chr. |
| Schurmak-Kultur                   | 200 v. Chr.–200 n. Chr. |
| Taschtyk-Kultur                   | 100–600 n. Chr.         |
| Tschernjachow-Kultur              | 200–500 n. Chr.         |

Die Tes-Stufe war eine eisenzeitliche Kultur im Minussinsker Becken im südlichen Sibirien.
Sie löste im 3. vorchristlichen Jahrhundert die Tagar-Kultur ab, mit der wesentliche Übereinstimmungen bestehen. In der Tes-Stufe finden sich im Gegensatz zu vorhergehenden Kulturen neben Skeletten mit europäischen Merkmalen auch solche mit ostasiatischen Gebeine. Aufgrund der vielen erforschten Grabanlagen ist die materielle Kultur der Tes-Stufe außerordentlich gut bekannt. Die Keramik zeigt eine eher geringe Formenvielfalt, es finden sich einfache Töpfe und Schüsseln sowie kugelförmige Gefäße und Imitationen von Bronzegefäßen. Als Dekoration dienen Ritzungen, Kerben und plastische Ornamente. Einzigartig sind kleine Döschen aus Birkenrinde. In der Metallverarbeitung wurden neuartige Eisengegenstände mit Verbindungen zum Fundgut der Xiongnu aus Transbaikalien vorherrschend, ältere Formen blieben als Miniaturbronzen jedoch weiter bestehen. Das Metallfundgut umfasst Dolche, Pfeilspitzen, Messer, Spiegel, Gürtelschnallen, Gürtelplatten und Nadeln.
Wenig ist über das Siedlungswesen der Tes-Stufe bekannt. Es sind sowohl befestigte als auch unbefestigte Siedlungen bekannt, in denen jedoch bislang keine großflächigen Untersuchungen durchgeführt wurden. Eine Sonderstellung nimmt ein in chinesischer Bauweise wohl kurz nach Christi Geburt errichteter Lehmziegelbau nahe Abakan ein, in dessen Inneren Fundgut der Han-Dynastie gefunden wurde. Ob es sich hierbei um einen außergewöhnlich entlegenen chinesischen Außenposten oder um den von einem chinesischen Architekten errichteten Sitz eines einheimischen Fürsten handelt, ist bislang ungeklärt. Wesentlich besser bekannt als das Siedlungswesen sind die Bestattungssitten der Tes-Stufe. Es finden sich sowohl einzeln stehende Großkurgane mit Steinrand und Kollektivgräbern als auch Nekropolen mit vielen Steinkisten. Die Toten wurden meist in gestreckter Rückenlage bestattet, eine besondere Eigenheit der Bestattungen war die Schädeltrepanation. Die Wirtschaft der Tes-Stufe beruhte mit großer Sicherheit auf Viehzucht, Ackerbau lässt sich nicht eindeutig nachweisen. Im 1. Jahrhundert n. Chr. wurde die Tes-Stufe von der Taschtyk-Kultur abgelöst.